# Ichneumon sulcatoriops
Ichneumon sulcatoriops là một loài tò vò trong họ Ichneumonidae.